# Leyla Taşdelen
Leyla Taşdelen (* 1964 in der Türkei) ist eine türkische Lyrikerin. Sie verfasst Haiku in deutscher Sprache. 
Taşdelen kam bereits im Kleinkindesalter nach Deutschland. Nachdem sie 1993 erstmals der speziellen japanischen Gedichtform Haiku begegnet war, startete sie bald Versuche Haiku, später auch Tanka in deutscher Sprache selbst zu verfassen. Die überaus strengen Regeln des Haiku und Tanka zwangen die Autorin dabei zu einer intensiven Beschäftigung auch mit ihrer deutschen Zweitsprache. 
2003 war sie Preisträgerin des 1. deutschen Haiku-Internetwettbewerbs Haiku mit Köpfchen und wurde mit ihrem Beitrag in einer gleichnamigen Anthologie abgedruckt.
Ein eigener Lyrikband, Herbst im fremden Land (2004), folgte. Dieser ist auch ein Protokoll darüber, wie für die Autorin eine Fremdsprache, die sie bereits seit ihrer Kindheit spricht, über den Umweg der Beschäftigung mit der Lyrikform eines dritten Sprachraums mit wiederum völlig anderen sprachästhetischen Gesetzen, schließlich ganz zu ihrer eigenen wird.